# Острів Демонів

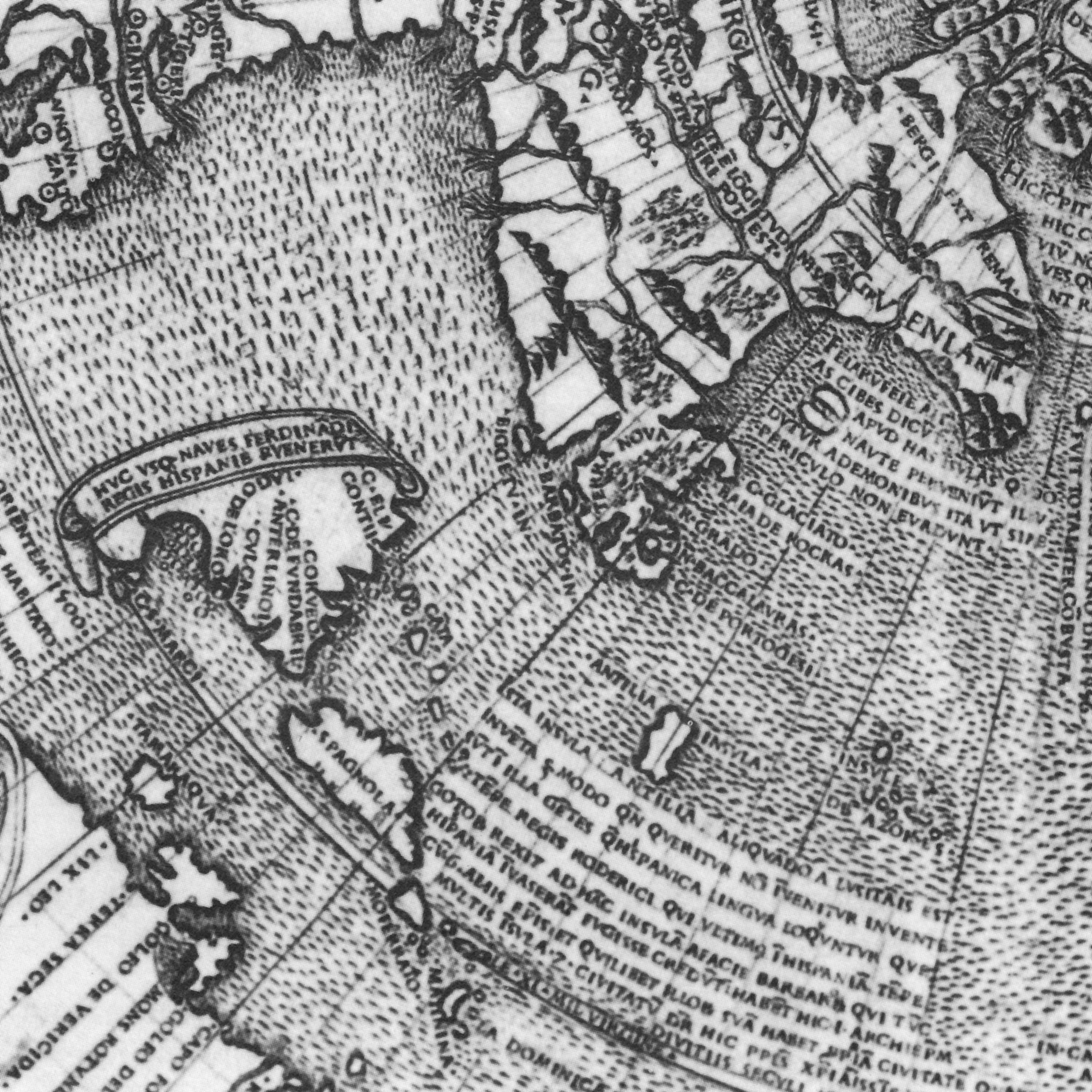
Перше зображення Острова Демонів поряд з Антилією на карті 1508 року

Острів Демонів — фантомний острів, що зображався на картах з початку XVI століття до середини XVII століття поряд з Ньюфаундлендом. Його часто представляли у вигляді двох островів.

## Опис
Вважалося, що острів був населений демонами і дикими звірами. Демони і звіри атакували будь-які судна, що проходили досить близько і до смерті мучили кожного, хто наважився ступити на острів. Існує також легенда про племінницю капітана корабля, яка завагітніла від одного матроса і її разом з коханим висадили на острів, де над ними знущалися демони і злі духи. Одна з улюблених байок місцевих мореплавців була, що вони бачили цю пару, блукаючу по острову у пошуках порятунку, але ніхто не наважувався наблизитися до острова. Цю легенду використала в одній з сімдесяти двох новел «Гептамерона» королева Маргарита Наваррська. Подробиці записані і першим французьким дослідником Нового Світу — Андре Теве.
Острів Демонів уперше з'явився на карті Іоганнеса Рюйша 1508 року. Швидше за все це був перейменований Сатаназес (ісп. Satanazes), який часто з'являвся на картах XV століття в Атлантичному океані північніше Антилії. Острів Демонів був зображений разом з Антилією поряд з Ньюфаундлендом. Подальші картографи також зображували маленький острів поряд з Ньюфаундлендом, але без Антилії. З середини XVII століття острів Демонів перестали зображувати на картах.

## Ресурси Інтернету
- demons.htm Linkum Tours: The Isle of Demons — Charles M. Skinner[недоступне посилання з липня 2019]
- of demons.htm Dave's Mythical Creatures and Places: Isles of Demons
- Location of the Isle of Demons